# Baldwin (Míchigan)
Baldwin es una villa ubicada en el condado de Lake en el estado estadounidense de Míchigan. Es sede del condado de Lake. En el Censo de 2010 tenía una población de 1208 habitantes y una densidad poblacional de 368,7 personas por km².

## Geografía
Baldwin se encuentra ubicada en las coordenadas 43°53′49″N 85°51′8″O / 43.89694, -85.85222. Según la Oficina del Censo de los Estados Unidos, Baldwin tiene una superficie total de 3.28 km², de la cual 3.27 km² corresponden a tierra firme y (0.16%) 0.01 km² es agua.

## Demografía
Según el censo de 2010, había 1208 personas residiendo en Baldwin. La densidad de población era de 368,7 hab./km². De los 1208 habitantes, Baldwin estaba compuesto por el 62.83% blancos, el 28.97% eran afroamericanos, el 0.91% eran amerindios, el 0.08% eran asiáticos, el 0% eran isleños del Pacífico, el 0.66% eran de otras razas y el 6.54% pertenecían a dos o más razas. Del total de la población el 4.06% eran hispanos o latinos de cualquier raza.